# Мотідзукі Сігейосі
Сігейосі Мотідзукі (яп. 望月重良, Mochizuki Shigeyoshi), нар. 9 липня 1973, Сідзуока) — колишній японський футболіст, що грав на позиції півзахисника. По завершенні ігрової кар'єри — футбольний тренер.
Виступав, зокрема, за клуб «Нагоя Грампус», а також національну збірну Японії.

## Клубна кар'єра
Народився 9 липня 1973 року в місті Сідзуока. У 1992—1995 роках грав за команду «Цукуба Дайгаку» Цукубського університету
У дорослому футболі дебютував 1996 року виступами за команду клубу «Нагоя Грампус», в якій провів чотири з половиною сезони, взявши участь у 119 матчах чемпіонату. Більшість часу, проведеного у складі «Нагоя Грампус», був основним гравцем команди і 1999 року допоміг команді виграти Кубок Імператора.
Згодом у складі клубів «Кіото Санга», «Віссел Кобе», «ДЖЕФ Юнайтед», «Вегалта Сендай» та знову «ДЖЕФ Юнайтед», проте ніде надовго не затримався.
Завершив професійну ігрову кар'єру у клубі «Йокогама», за команду якого виступав протягом 2005—2006 років у другому японському дивізіоні.

## Виступи за збірну
1997 року дебютував в офіційних матчах у складі національної збірної Японії. 
У складі збірної був учасником розіграшу Кубка Америки 1999 року у Парагваї, а також кубка Азії з футболу 2000 року у Лівані, в фіналі якого забив єдиний і переможний гол у ворота збірної Саудівської Аравії, який приніс японцям титул переможця турніру.
Протягом кар'єри у національній команді, яка тривала 5 років, провів у формі головної команди країни 15 матчів, забивши 1 гол.

## Кар'єра тренера
2011 року недовго працював з командою «Сагаміхара».

## Статистика

### Клуб
| Чемпіонат | Чемпіонат        | Чемпіонат   | Ліга | Ліга | Кубок            | Кубок            | Кубок ліги      | Кубок ліги      | Всього | Всього |
| Сезон     | Клуб             | Ліга        | Ігри | Голи | Ігри             | Голи             | Ігри            | Голи            | Ігри   | Голи   |
| Японія    | Японія           | Японія      | Ліга | Ліга | Кубок Імператора | Кубок Імператора | Кубок Джей-ліги | Кубок Джей-ліги | Всього | Всього |
| --------- | ---------------- | ----------- | ---- | ---- | ---------------- | ---------------- | --------------- | --------------- | ------ | ------ |
| 1996      | «Нагоя Грампус»  | Джей-Ліга   | 26   | 5    | 1                | 0                | 11              | 0               | 38     | 5      |
| 1997      | «Нагоя Грампус»  | Джей-Ліга   | 17   | 3    | 1                | 1                | 10              | 3               | 28     | 7      |
| 1998      | «Нагоя Грампус»  | Джей-Ліга   | 34   | 2    | 4                | 0                | 4               | 2               | 42     | 4      |
| 1999      | «Нагоя Грампус»  | Джей-Ліга   | 29   | 6    | 5                | 1                | 6               | 1               | 40     | 8      |
| 2000      | «Нагоя Грампус»  | Джей-Ліга   | 13   | 0    | 0                | 0                | 0               | 0               | 13     | 0      |
| 2000      | «Кіото Санга»    | Джей-Ліга   | 9    | 0    | 1                | 0                | 2               | 0               | 12     | 0      |
| 2001      | «Віссел» (Кобе)  | Джей-Ліга   | 24   | 0    | 2                | 1                | 4               | 0               | 30     | 1      |
| 2002      | «Віссел» (Кобе)  | Джей-Ліга   | 25   | 1    | 1                | 0                | 6               | 0               | 32     | 1      |
| 2003      | «ДЖЕФ Юнайтед»   | Джей-Ліга   | 7    | 0    | 0                | 0                | 3               | 0               | 10     | 0      |
| 2003      | «Вегалта Сендай» | Джей-Ліга   | 14   | 1    | 0                | 0                | 0               | 0               | 14     | 1      |
| 2004      | «ДЖЕФ Юнайтед»   | Джей-Ліга   | 0    | 0    | 0                | 0                | 0               | 0               | 0      | 0      |
| 2005      | «Йокогама»       | Джей-Ліга 2 | 2    | 0    | 0                | 0                | -               | -               | 2      | 0      |
| 2006      | «Йокогама»       | Джей-Ліга 2 | 0    | 0    | 0                | 0                | -               | -               | 0      | 0      |
| Країна    | Японія           | Японія      | 200  | 18   | 15               | 3                | 46              | 6               | 261    | 27     |
| Всього    | Всього           | Всього      | 200  | 18   | 15               | 3                | 46              | 6               | 261    | 27     |

### Збірна
| Збірна Японії | Збірна Японії | Збірна Японії |
| Роки          | Ігри          | Голи          |
| ------------- | ------------- | ------------- |
| 1997          | 2             | 0             |
| 1998          | 1             | 0             |
| 1999          | 2             | 0             |
| 2000          | 9             | 1             |
| 2001          | 1             | 0             |
| Всього        | 15            | 1             |

## Титули і досягнення
- Володар Кубка Імператора (1):

«Наґоя Ґрампус»: 1999
- Володар Суперкубка Японії (1):

«Наґоя Ґрампус»: 1996
Збірні
- Володар Кубка Азії: 2000